# Atherimorpha longicornu
Atherimorpha longicornu är en tvåvingeart som beskrevs av Akira Nagatomi 1990. Atherimorpha longicornu ingår i släktet Atherimorpha och familjen snäppflugor. Inga underarter finns listade i Catalogue of Life.